# Список умерших в 815 году

## Февраль
- 25 февраля — Суфьян ибн Уяйна, мекканский хадисовед.

## Дата смерти неизвестна или требует уточнения
- Абан аль-Лахики, арабский поэт.
- Гримбальд, епископ Теруана (не ранее 798—815).
- Джабир ибн Хайян, арабский алхимик, врач, фармацевт, математик и астроном.
- Дирар ибн Амр, исламский богослов, один из ранних мутазилитов.
- Диценг, правитель Болгарии (814—815).
- Мануил Адрианопольский, епископ византийского города Адрианополь, почитаемый в Православной церкви священномученик.
- Машаллах ибн Асари, персидско-еврейский астролог и астроном из города Басра, ведущий астролог VIII века.
- Муиргиус мак Томмалтайг, король Коннахта (792/796—815).
- Попел I, легендарный князь полян из династии Попелидов, один из первых основателей польской государственности.
- Тукый, третий правитель Волжской Булгарии.
- Умар ат-Табари, арабский астроном и астролог, философ, лингвист, переводчик с персидского.